# Maurice Rostand
Pour les articles homonymes, voir Rostand.
Pour les autres membres de la famille, voir Famille Rostand.
Maurice Rostand, né le 26 mai 1891 à Paris et mort le 21 février 1968 à Ville-d'Avray est un poète, romancier et dramaturge français.

## Biographie
Fils aîné de l'écrivain Edmond Rostand et de la poétesse Rosemonde Gérard, frère du biologiste Jean Rostand, Maurice Rostand est un ami de Jean Cocteau, de Lucien Daudet, du poète Axieros (Pierre Guyolot-Dubasty).

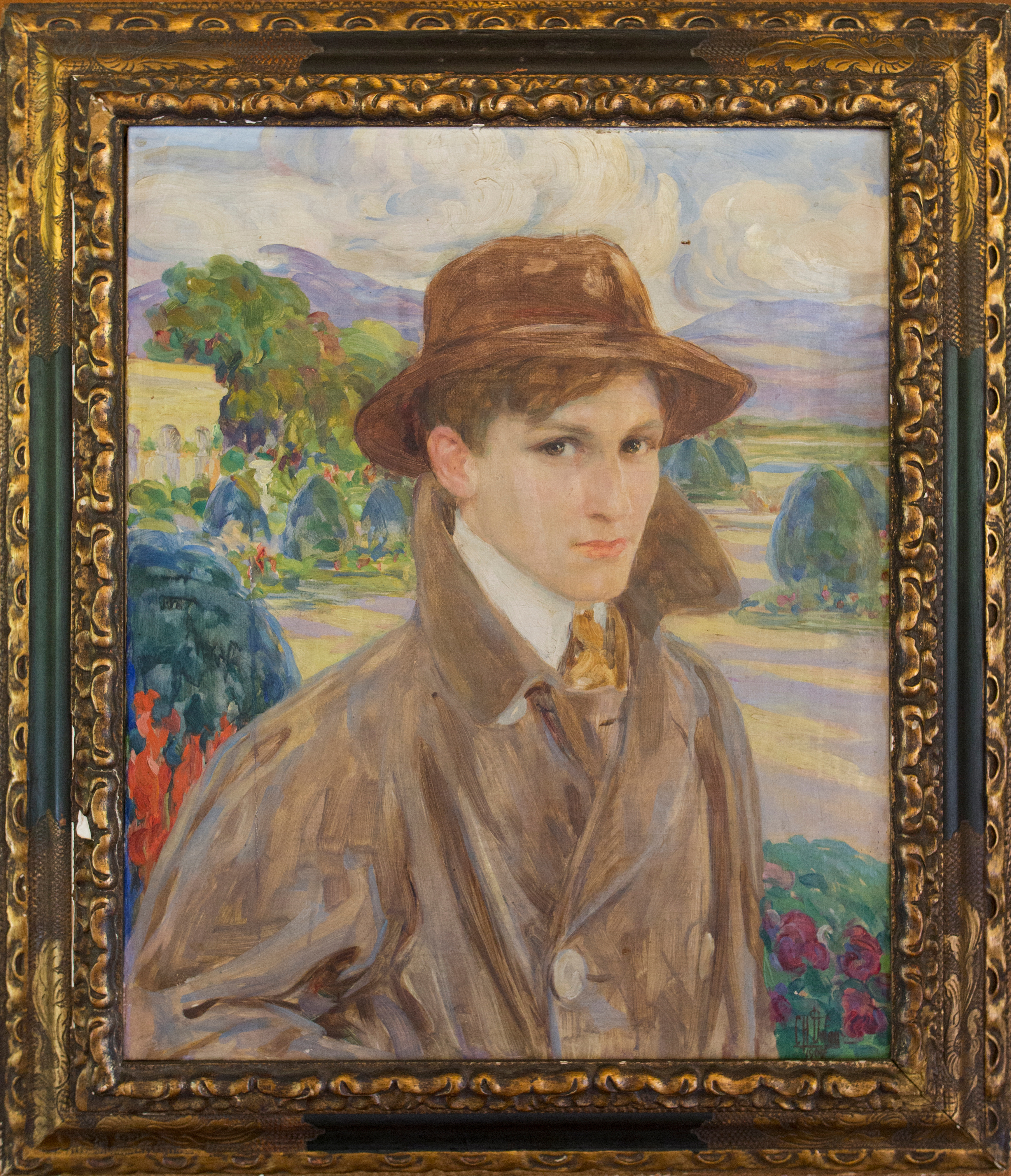
Clémentine-Hélène Dufau, Portrait de Maurice Rostand (1909), Cambo-les-Bains, villa Arnaga.

Adolescent, il suscite une profonde passion à Clémentine-Hélène Dufau, une artiste amie de ses parents qui fait son portrait.
Il est l'auteur à partir de la Belle Époque de poèmes, de pièces de théâtre et de nombreux romans. Quelques-unes de ses pièces connaissent le succès dans l'entre-deux-guerres.

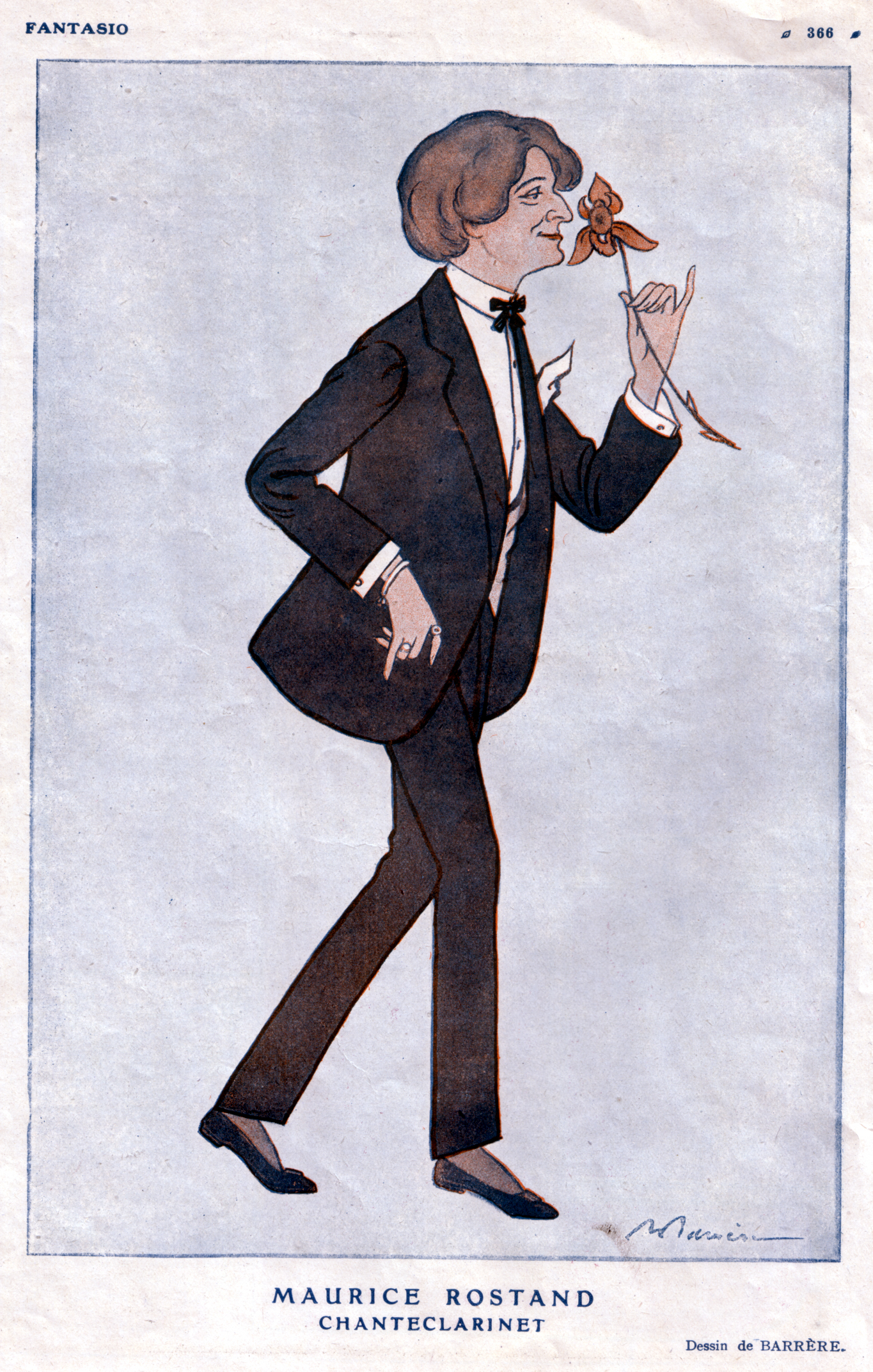
Caricature de Maurice Rostand par Adrien Barrère, publiée dans Fantasio.

Figure de la vie parisienne en compagnie de sa mère, habitué notamment des premières des pièces de théâtres, ses manières efféminées et son apparence (sa coupe de cheveux, ses tenues extravagantes) font de lui une cible privilégiée des caricaturistes et des chansonniers dans l'entre-deux-guerres. C'est dû aussi au fait qu'il fut l'une des personnalités homosexuelles les plus en vue de l'entre-deux-guerres, une « flamboyante figure de la scène gay de la première moitié du XXe siècle »,,,.
En 1933, il fonde la revue hebdomadaire érotique Séduction dont il est le directeur littéraire.
À partir de 1941, sous l'Occupation, il est le critique dramatique (actualité théâtrale) du journal collaborationniste Paris-Midi. Il donne aussi quelques textes sur le théâtre à l'hebdomadaire tout aussi collaborationniste Germinal, lancé en avril 1944.
Il publie ses mémoires, Confession d'un demi-siècle, en 1948.

### Engagements politiques: le pacifisme
Comme son frère Jean, il est exempté du service militaire pour des raisons de santé et n'est pas mobilisé en 1914, au grand dam de leur père, très patriote. ils s'engagent cependant et Maurice Rostand sert comme infirmier dans un hôpital parisien. Malade, il est démobilisé avant la fin de la guerre.
Comme son frère, il donne mille francs en 1920 au quotidien socialiste Le Populaire qui rencontre alors des difficultés financières. En 1922, le journal communiste L'Humanité présente Rostand comme l'auteur de livres (Le Cercueil de cristal, Le Pilori) dans lesquels il affirme sa « haine de la grand tuerie » et publie ses mots célébrant André Marty, ce « héros de la mer Noire qui a refusé de se battre ».
Maurice Rostand est l'auteur de poèmes, de livres et de pièces engagés, pacifistes (les pièces L'homme que j'ai tué, en 1930, issue de son roman publié en 1925, Les Marchands de canons, en 1933). Il cosigne en 1925 un manifeste de Victor Margueritte réclamant la révision du traité de Versailles. Il est membre de la Ligue internationale des combattants de la paix (LICP) et participe comme d'autres artistes aux manifestations artistiques de cette ligue, qui servent sa propagande. Il est solidaire de l'Espagne antifasciste dans la seconde moitié des années 1930, sans pour autant dénoncer la politique française de non-intervention, munichois en 1938 ; il rend hommage à l'action d'Édouard Daladier qui a signé les accords de Munich dans une tribune donnée à L'Œuvre. Il a aussi loué Léon Blum et sa politique pacifiste dans ce même quotidien en 1937. Il publie des poèmes en 1939 et 1940 dans le bulletin de la LICA.
Ses convictions pacifistes de gauche et son homosexualité sont moquées par des adversaires comme L'Action française ou L'Ordre d'Émile Buré en 1933, à l'occasion de la mort d'Oscar Dufrenne, autre homosexuel notoire qui avait fait jouer au Palace la pièce de Rostand Les marchands de canon, jugée défaitiste par ses adversaires nationalistes.
Il encense Pétain en 1940 au lendemain de l'entrevue de Montoire et salue le retour à Paris des cendres de l'Aiglon, voulu par Hitler, en donnant un poème dans Paris-Soir,. Du fait de son comportement sous l'Occupation, le bulletin de la LICA note dans sa  « rubrique des traîtres » à la Libération : « Maurice Rostand, auteur de si beaux poèmes antiracistes, a prouvé qu'il savait aussi se « retourner » »,.
En 1951, il fait partie, aux côtés de Félicien Challaye et d'Émile Bauchet, des fondateurs de La Voie de la paix, organe du Comité national de résistance à la guerre et à l'oppression (CNRGO, devenu Union pacifiste de France en 1961).
À la même époque, il apporte aussi son soutien à Ethel et Julius Rosenberg, aux côtés de nombreux intellectuels du monde entier.
Il est inhumé à Paris au cimetière de Passy.

## Œuvres

### Théâtre
- Un bon petit diable avec Rosemonde Gérard, féerie en 3 actes en vers, d'après la comtesse de Ségur, Gymnase, 22 décembre 1911
- La Marchande d'allumettes, conte lyrique en 3 actes, selon le conte d'Andersen, avec Rosemonde Gérard, musique de Tiarko Richepin, Paris, Opéra-Comique, 25 février 1914
- La Vie amoureuse de Casanova, pièce en 3 actes, Paris, Bouffes-Parisiens, 22 février 1919
- La Gloire, pièce en 3 actes, en vers, Paris, Sarah-Bernhardt, 19 octobre 1921
- La mort de Molière, poème dramatique en 1 acte, Paris, Théâtre Sarah-Bernhardt, 1922, à l'occasion du tricentenaire de Molière, Jacques Grétillat interprète Molière[29]
- Le Phénix, drame en 3 actes, en vers, Paris, Porte-Saint-Martin, 9 janvier 1923
- Le Masque de Fer, pièce en 4 actes, en vers, Paris, Théâtre Cora-Laparcerie, 1er octobre 1923
- Le Secret du Sphinx, pièce en 4 actes, en vers, Paris, Sarah-Berhnardt, 11 février 1924
- L'Archange, drame héroïque en 3 actes, en vers, Paris, Sarah-Berhardt, 19 mars 1925
- La Nuit des amants, 3 actes en vers, Paris, Comédie-Française, 26 mai 1925
- La Déserteuse, pièce en 3 actes en vers, Bruxelles, Théâtre de Paris, 17 septembre 1926 ; Paris, Potinière, 19 octobre 1926
- Napoléon IV, pièce en 4 actes, en vers, Paris, Porte Saint-Martin, 15 septembre 1928
- Le Dernier Tzar, pièce en 4 actes et 5 tableaux, en vers, Paris, Porte Saint-Martin, 19 septembre 1929
- L'Homme que j'ai tué, pièce en 3 actes et 1 prologue, adaptée du roman, Paris, Mathurins, 12 janvier 1930 Cette pièce a connu deux adaptations cinématographiques, L'Homme que j'ai tué (Broken Lullaby) par Ernst Lubitsch en 1932 et Frantz par François Ozon en 2016.
- Monsieur de Létorière, pièce en 4 actes et 5 tableaux, Paris, Porte Saint-Martin, 24 mars 1931
- Le Général Boulanger, pièce en deux parties et dix tableaux, en vers et en prose, écrite avec Pierre Mortier, Paris, Porte Saint-Martin, 5 octobre 1931 La narratrice n'est autre que la légendaire Belle  Meunière  que fut dans sa jeunesse la Mère Quinton (Marie Quinton 1854-1933) pour le général Boulanger.
- Une jeune fille espagnole, comédie romanesque en 3 actes et 4 tableaux, Paris, Sarah-Bernhardt, 10 janvier 1932
- Les Marchands de canons, pièce en 3 actes, en prose, Paris, Palace, 28 avril 1933
- Le Procès d'Oscar Wilde, pièce en trois actes, Paris, Théâtre de l'Œuvre, 20 février 1935, reprise à la Comédie des Champs-Élysées le 13 janvier 1948[30]
- Europe, pièce en 3 actes, en vers, Paris, Théâtre Pigalle, 16 février 1936
- Catherine Empereur, pièce en 3 actes et 5 tableaux, Paris, Odéon-Théâtre de l'Europe, 30 octobre 1937[31]
- Verlaine, pièce en 3 actes et 4 tableaux, Paris, théâtre Charles de Rochefort, 1938[32]
- Roi de France, pièce en 3 actes, théâtre de l'Œuvre, 2 mars 1940[33]
- L'Enchanteresse, pièce en 5 actes, théâtre de l'Œuvre, 24 décembre 1940[34]
- Souvenez-vous, Madame, pièce en deux parties et neuf tableaux, en vers, Paris, Odéon, 18 mars 1943[35]
- Charlotte et Maximilien, pièce en 6 tableaux, en prose, Paris, Gymnase, 25 octobre 1945[36]
- Madame Récamier, Paris, Théâtre Monceau, 22 septembre 1949

### Romans
- Le Cercueil de cristal, 1920
- La Messe de cinq heures, 1921
- Le Pilori, 1921
- Patrice, 1923
- La Vie amoureuse de Casanova, Ernest Flammarion, coll. "Leurs amours", 1924
- L'Homme que j'ai tué. Les Rayons de l'astre. La Solitude passionnée, 1925
- Le Second Werther, 1927
- L'Ange du suicide, 1929
- L'Homme que j'ai fait naître, 1931
- La Femme qui était en lui, 1933
- Les Sentiments exceptionnels, 1938
- La Tragédie de la route, 1942
- La Lettre à Dieu, 1952

### Poésie
- « Les lauriers et ma mère », L'Illustration,‎ décembre 1909, p. 11-12 (lire en ligne)
- Conversation avec la gloire, poème dialogué, 1910
- Poèmes, 1911
- La Page de la vie, poèmes, 1913
- Les Insomnies, poèmes, 1914-1923, 1923
- Morbidezza, poèmes, 1928
- Il ne faut plus jamais, 1937.
- Mon pauvre Ignacio, suivi de deux poèmes inédits, Plurien et l'Église de Plurien, 1946
- Poésies complètes, 1910-1948, 1950 Contient : Poèmes. Le Page de la vie. Les Insomnies. Morbidezza. Poèmes inédits.

### Préface
- Préface de l'ouvrage de Vivienne Orland, Les Miettes du banquet, Avant-propos, par M.-P. Berio, la Renaissance du livre.

### Divers
- Confession d'un demi-siècle, souvenirs, 1948[37]
- Sarah Bernhardt, 1950